# Дело Худоярова
Де́ло Худоя́рова — уголовное дело, возбужденное по факту смерти собак жительниц Москвы Елены Бен-Саид и Асии Родионовой, которое было квалифицировано по статье 245 («Жестокое обращение с животными») и 167 («Умышленное уничтожение или повреждение имущества») Уголовного кодекса РФ. Оно получило большой резонанс в обществе и средствах массовой информации, включая зарубежные. Также на ряде сайтов и форумов в Интернете были отмечены призывы к уничтожению бездомных собак.
Судебные слушания по делу начались в сентябре 2009 года мировым судьёй района Черёмушки. 3 марта 2010 года дело было возвращено прокурору для дополнительного расследования. Затем дело было закрыто по истечении срока давности.

## Расследование дела
По данным следствия, подозреваемый Худояров выезжал на московские улицы и через окно своего внедорожника отстреливал из пневматической винтовки собак.
18 июля 2009 года в пятимесячного щенка Родионовой выстрелили возле здания префектуры ЮЗАО г. Москвы, когда она гуляла с ним. Щенок был покалечен.
Около полуночи 1 июля 2009 года на Перекопской улице в районе Зюзино была подстрелена собака Бен-Саид по кличке «Малыш», находившаяся в палисаднике у многоквартирного дома без хозяйки. Гражданка Бен-Саид услышала выстрел и успела заметить в окно отъезжающий чёрный джип и убегающую с окровавленным боком свою собаку. Животное было найдено через два дня тяжело раненым. От полученных ран, несмотря на оказанную ветеринарную помощь, впоследствии скончалось.
По данным представителя службы информации УВД Юго-Западного административного округа Москвы Марины Молоковой, Худояров был задержан в ночь на 29 июля на Азовской улице оперативниками ОВД «Черёмушки». По её словам, розыску помогли потерпевшие. Одна из них — владелица раненой собаки — запомнила, что тот был «за рулем чёрного джипа», также ей удалось запомнить несколько цифр номера автомобиля.
У Худоярова была изъята пневматическая винтовка Walther 1250 Dominator и автомобиль Nissan Patrol.

## Судебное разбирательство
Бен-Саид и Родионова предъявили иск в 24 130 рублей за материальный ущерб и 550 000 рублей — за моральный. Из них, Бен-Саид потребовала 250 тысяч рублей компенсации за моральный вред.
Худояров заявил о готовности возместить материальный ущерб полностью и моральный вред — «в пределах разумного».
Уголовное дело было возбуждено по статьям 245 («Жестокое обращение с животными») и 167 («Умышленное уничтожение или повреждение имущества») Уголовного кодекса РФ. Первые слушания дела прошли в сентябре 2009 года.
Согласно обвинительному заключению, оглашенному в суде, подсудимый «применял садистские методы по отношению к собакам» и «причинял им неоправданные страдания». Также сторона обвинения утверждает, что количество отстрелянных обвиняемым животных может насчитывать от двух до четырёх десятков.
Обвиняемый и его адвокат просили удалить из зала прессу, обосновав это опасениями, что раскрытие подробностей дела может подвергнуть угрозе Худоярова и его семью. Ходатайство было отклонено. [значимость факта?]
Обвиняемый признал свою вину. Несмотря на раскаяние, обвиняемому было отказано в проведении заседания суда в особом порядке.
Дмитрий Худояров указывал следующие мотивы к отстрелу собак: утверждал, что в детстве его покусали бездомные собаки; что бездомные собаки когда-то загрызли его немецкую овчарку по кличке Рекс; что отстреливал собак для того, чтобы они не загрызали кошек. По его словам, покусам бездомных подвергались его племянница и знакомый. Также на суде Худояров заявил, что его целью было «спасение детей от собак».
Худояров утверждает, что не имел намерения стрелять в домашних собак и не обнаружил признаков наличия хозяев у отстреленных им животных, так как они были без поводков и намордников, а вид их был в целом неухоженный.
3 марта 2010 года мировой суд района Черемушки удовлетворил ходатайство защитника Худоярова, который поставил под сомнение присутствие в действиях Худоярова садистского мотива, и возвратил дело прокурору для дополнительного расследования. 7 июня Мосгорсуд признал законным данное решение Черемушкинского суда Москвы о возвращении дела, отклонив кассационное представление прокуратуры и жалобу потерпевшей стороны. Гособвинение считает возврат дела необоснованным, а потерпевшие полагают, что это сделано для затягивания процесса.

### Заключения экспертов
Приглашённый на судебное заседание специалист по баллистике из Центра судебно-медицинской экспертизы при Министерстве обороны объяснил, что собачий позвоночник невозможно перебить с применением пневматического оружия. Журналист Маргарита Булавкина запросила данные о винтовке Худоярова у оружейных магазинов Москвы, и консультанты этих магазинов утверждали, что марка использованной винтовки, Walther 1250 Dominator, является недостаточно мощным оружием для убийства животных. Согласно данным журналистки, истцы будут добиваться дополнительной экспертизы с целью выяснения, не применял ли Худояров другое оружие.

## Оценка в обществе
Процесс получил освещение в российских и в нескольких западноевропейских СМИ.
Сайт pravo.ru назвал процесс «громким делом», газета «Известия» — «уникальным процессом», «Комсомольская правда» — показательным.
- Консультант по городской фауне Управления озеленения департамента ЖКХ Правительства Москвы Наталья Соколова заявила, комментируя дело Худоярова[21]:

Считаю, что поступок мужчины, расстрелявшего собак, — реакция адекватного человека. Не надо забывать, что в прошлом году от собачьих укусов в столице скончались двое мужчин, а еще несколько сотен покалечены. По закону он должен был действовать иначе, но в данном случае его можно и понять, и оправдать.
В письме зоозащитников, которое было отправлено президенту Дмитрию Медведеву с просьбой вмешаться в судебное разбирательство для вынесения максимального наказания Худоярову, также была включена просьба снять Наталью Соколову с занимаемой должности в связи с её высказыванием.
- Обозреватель «Комсомольской правды»[22][23] Ульяна Скойбеда задает вопрос, почему собака, убитая Худояровым, гуляла одна, ведь это прямо запрещено законом Москвы[24]. Она также отметила, что не оправдывает действия Худоярова, но считает текущую ситуацию с бездомными животными естественно рождающей нелегальные формы противодействия[24].
- Журналист «Комсомольской правды» Никита Миронов, высказываясь о Худоярове и других людях, практикующих отстрел собак, выразил сомнения относительно их добрых намерений и желания очистить город от бродячих псов[25].
- В материале Первого канала, посвящённом нарушению закона о защите животных в России, Евгений Ильинский, президент Центра правовой зоозащиты (г. Москва), так прокомментировал сложившуюся ситуацию[26]:Человек может вполне взяться и за оружие, и там потравить, и так далее. То есть это реакция социума вполне адекватная на негативные условия.

### Реакция зоозащитных организаций
Защитники животных пикетировали каждое заседание суда. Как отметила газета «Новые известия», первому судебному заседанию предшествовала драка между защитниками животных и сторонниками отстрелов безнадзорных собак перед зданием суда. Газета «Известия» пишет, что после первого заседания приставы вывели Худоярова из здания суда через чёрный ход, чтобы он смог избежать встречи с пикетчиками.
- Председатель Фонда защиты бездомных животных «Ласковый зверь» Ирина Артеменкова полагает, что поступки Худоярова свидетельствуют о «болезни нашего общества», в котором такие, как Худояров, «самоутверждаются, убивая животных», также она высказала сомнения в искренности раскаяния обвиняемого[10].
- Зампредседателя общественного совета по гуманному отношению к животным Юрий Калюжин акцентировал внимание на том, что деяние Худоярова совершено «общественно опасным способом», граничащим с хулиганством[30][31].
- Руководитель Центра правовой зоозащиты Евгений Ильинский так прокомментировал действия Худоярова: «Я считаю, что это может классифицироваться как нарушение порядка управления, но как жестокое обращение я бы подождал это классифицировать»[3]. Евгений Ильинский участвовал в судебном заседании как эксперт[32].

## Последователи Худоярова
В Москве отмечены случаи самовольных отстрелов и потрав собак. По данным СМИ к ним могут быть причастны люди, называющие себя «последователями Худоярова». Как сообщает «Интерфакс», на ряде сайтов и форумов участились призывы к очистке города от безнадзорных животных, при этом их авторы позиционируют свои действия как санитарные акты и самозащиту.

## Завершение производства по делу
В начале февраля 2012 года дело было прекращено в связи с истечением срока давности.